# Brigada 16 Infanterie (1916-1918)
Brigada 16 Infanterie a fost o mare unitate de nivel tactic, care s-a constituit la 14/27 august 1916, prin mobilizarea unităților și subunităților existente la pace aparținând de Brigada 16 Infanterie din armata permanentă. Din compunerea brigăzii făceau parte Regimentul 29 Infanterie și Regimentul 37 Infanterie. Brigada a făcut parte din organica Divizia 8 Infanterie, fiind dislocată la pace în garnizoana Botoșani.:p. 94
La intrarea în război, Brigada 16 Infanterie a fost comandată de colonelul Grigore Bunescu. Brigada 16 Infanterie a participat la acțiunile militare pe frontul românesc, pe toată perioada războiului, între 14/27 august 1916 - 28 ocotmbrie/11 noiembrie 1918.